# Cmentarz żydowski w Siemiatyczach
Cmentarz żydowski w Siemiatyczach – kirkut założony w XVIII wieku (według innego źródła w XIX wieku) znajdujący się przy obecnej ul. Polnej w Siemiatyczach. 
Zachowało się tylko ogrodzenie z ceglaną bramą. Na terenie cmentarza znajduje się pomnik ku czci ofiar Holocaustu.
Nekropolia ma powierzchnię 1 ha.